# Tảo silic
Tảo silic hay tảo cát là một nhóm tảo chính, và là một trong những loại phytoplankton phổ biến nhất. Hầu hết tảo cát là đơn bào, mặc dù chúng có thể tồn tại thành cụm ở dạng các sợi mảnh (Fragillaria), quạt (Meridion), zic-zắc (Tabellaria), hay hình sao (Asterionella). Tảo cát là nguồn trong chuỗi thức ăn. Điểm đặc trưng của các tế bào tảo cát là chúng được bao bọc bên trong một thành tế bào được làm bằng silica, được gọi là vỏ tảo cát. Các vỏ này rất đa dạng về hình dạng nhưng chúng thường được cấu tạo bởi hai mặt không đối xứng có vách ngăn ở giữa. Các hóa thạch cho thấy rằng chúng xuất hiện trong, hoặc sớm hơn kỷ Jura sớm. Các nhóm tảo cát là công cụ được dùng phổ biến để quan trắc các điều kiện môi trường trong quá khứ và hiện tại, đặc biệt liên quan đến chất lượng nước.